# Esperanza (Masbate)
Esperanza (Bayan ng Esperanza) är en kommun i Filippinerna. Kommunen tillhör provinsen Masbate och ligger på ön med samma namn. Folkmängden uppgick 2015 till 18 568 invånare.

## Källor

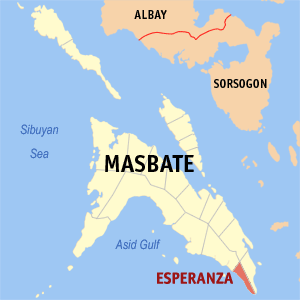

## Barangayer
Esperanza delas in i 20 barangayer.
| - Agoho - Almero - Baras - Domorog - Guadalupe - Iligan - Labangtaytay - Labrador - Libertad - Magsaysay | - Masbaranon - Poblacion - Potingbato - Rizal - San Roque - Santiago - Sorosimbajan - Tawad - Tunga - Villa |